# Algirdas Butkevičius
Algirdas Butkevičius (* 19 de novembro de 1958 Paežeriai, distrito de Radviliškis ), engenheiro, economista, é um político lituano, de dezembro de 2012 a dezembro de 2016, o primeiro-ministro da Lituânia.

## Dados biográficos
A. Butkevičius começou a frequentar a escola primária na aldeia de Užuožeriai. Em 1977, ele se formou no ensino médio em Šedův. Em 1984, ele se formou na Faculdade de Engenharia Civil do Instituto de Engenharia Civil de Vilnius (VISI). De 1982 a 1985, trabalhou como designer de construção na cooperativa de produção "Žemūktechnika" em Vilkaviškis . De 1985 a 1990, ele foi arquiteto e inspetor estadual de obras e arquitetura no comitê executivo (semelhante ao comitê nacional da cidade na então URSS) Vilkaviškis. Ingressou no Partido Social Democrata em 1992 e tornou-se membro do Parlamento em 1996. Em 2004-2008, ele ocupou vários cargos ministeriais para a Social Democracia; em 2009, tornou-se presidente deste partido. Ele é Primeiro-ministro da Lituânia desde dezembro de 2012.
Seu governo estabeleceu o objetivo de diminuir as medidas de austeridade, um de seus primeiros passos foi aumentar o salário mínimo de 850 para 100 litrosų.